# 忠房親王
源忠房（みなもとのただふさ）は、鎌倉時代後期から南北朝時代の皇族・公卿。順徳天皇の曾孫。正三位・源彦仁の子。官位は無品・弾正尹。

## 経歴
初め、外伯父・二条兼基の猶子となる。大覚寺統の後二条朝の正安3年（1301年）元服と同時に、正五位下・左近衛少将に任ぜられると、乾元元年（1302年）一挙に従三位・左近衛中将に叙任されて公卿に列す。嘉元3年（1305年）正三位、徳治元年（1306年）権中納言に叙任されるなど、後二条朝では摂関家の子弟に準じた官歴を辿り急速に昇進を果たした。
延慶元年（1308年）7月に養父の二条兼基が出家、さらに8月に後二条天皇が没して持明院統の花園天皇が即位すると、翌延慶2年（1309年）2月に官職を辞する。正和5年（1316年）従二位に至る。
文保2年（1318年）後醍醐天皇が即位して皇位が再び大覚寺統に遷ると、翌文保3年（1319年）忠房は後宇多上皇の猶子となり親王宣下を受けて、無品ながら弾正尹に任ぜられた。
元亨4年（1324年） 7月29日に後宇多法皇崩御の五七日御仏事に際して出家。貞和3年（1347年）7月薨去。享年63か。

## 親王宣下について
臣籍に生まれながら親王宣下を受けるが、これが平成以降の時代の皇位継承問題において「臣籍に産まれた人物が皇籍についた先例」として旧皇族復帰の根拠として注目されている。
“天皇の猶子”とは“皇子に準じた扱い”とする事だが、皇室について用いた始まりは『職原鈔』に忠房親王が後宇多院の猶子となす旨、記された事に始まるという。尤も言葉としては漢語であり『礼記』に見える。

## 官歴
『公卿補任』による。
- 正安3年（1301年） 12月15日：正五位下、即元服、禁色昇殿。12月18日：左近衛少将
- 正安4年（1302年） 正月5日：従四位下（遊義門院当年御給）。4月17日：従四位上。7月21日：従三位（越階）。左少将如元
- 嘉元3年（1305年） 正月5日：正三位（院当年御給）
- 徳治元年（1306年） 9月2日：左近衛中将。12月22日：権中納言
- 延慶2年（1309年） 2月19日：辞官
- 正和5年（1316年） 10月23日：従二位
- 文保3年（1319年） 2月18日：親王宣下（後宇多上皇猶子）、無品。9月20日：弾正尹
- 元亨4年（1324年） 7月29日：出家（法皇35日御仏事）
- 貞和3年（1347年） 7月：薨去

## 系譜
- 父：源彦仁
- 母：二条良実の娘
- 妻：二条兼基の娘
- 妻：小倉実教の娘
  - 男子：源彦良
- 生母不詳の子女
  - 男子：周護[1]
  - 女子：全仁親王室[2]
  - 女子：富明王室[3]

四辻宮尊雅王及びその子である四辻善成について、実は忠房親王の皇子であるとの説も存在する。